# Nucleasas con dedos de zinc
Las nucleasas con dedos de zinc (ZFN, del inglés zinc-finger nucleases) son enzimas de restricción artificiales creadas a partir de la fusión del dominio dedo de zinc de unión al ADN con un dominio de ruptura de ADN. 
Los dedos de zinc pueden ser modificados para reconocer secuencias de ADN específicas que permitan a las nucleasas con dedos de zinc procesar secuencias únicas en un genoma completo. Aprovechándose de la maquinaria de reparación de ADN endógena, se pueden usar estos reactivos para modificar el genoma de organismos superiores. Esta característica las convierte en una valiosa herramienta para la biología molecular, que consiste en revertir mutaciones que causan enfermedades. Se pueden modificar los dedos de zinc de forma que reconozcan una secuencia específica cercana a la mutación causante de la enfermedad e introducir una secuencia silvestre sin la mutación en la célula. La nucleasa corta en las dos cadenas de ADN y usa la secuencia silvestre como molde para la reparación celular mediante recombinación homóloga. Las ventajas de utilizar las nucleasas con dedos de zinc para esta finalidad son que reparan la secuencia del gen sin integrar ninguna secuencia en el genoma, la eficiencia es muy alta y no es necesario mantener la expresión de un gen a lo largo del tiempo. Sin embargo, también presentan inconvenientes, puesto que probablemente sólo puedan aplicarse a terapias ex vivo, tengan alto poder inmunogénico y produzcan efectos secundarios, ya que aún queda por demostrar su inocuidad.

## Dominio nucleasa de ADN
Uno de los dominios de ruptura inespecífica de ADN más empleados en los ZFNs es la enzima de restricción Fokl de tipo IIs. Este dominio tiene que dimerizarse para poder fragmentar el ADN y, por tanto, son necesarias un par de ZFNs para que reconozcan sitios de ADN no palindrómicos. Las ZFNs estándar fusionan el dominio nucleasa por el extremo C-Terminal de cada dominio dedo de zinc. Para que los dos dominios de ruptura puedan dimerizar y romper el ADN, se deben unir a la hebra de ADN opuesta con su extremo C-terminal a una distancia concreta. La secuencia de unión entre ambos dominios requiere que el extremo 5' de cada sitio de unión esté separado entre 5 y 7 pares de bases.
Se han empleado diversas técnicas de ingeniería de proteínas para mejorar tanto la actividad como la especificidad del dominio nucleasa unida a los dedos de zinc. Por ejemplo, se ha recurrido a la evolución dirigida para generar una variante de Fokl con actividad nucleasa mejorada, llamada “Sharkey”. También se ha utilizado el diseño basado en la estructura para mejorar actividad específica de Fokl modificando la zona de dimerización.

## Dominio de unión al ADN
Los dominios de unión al ADN de los dedos de zinc suelen contener entre tres y seis dedos de zinc repetidos y cada uno conoce entre 8 y 18 pares de bases. Si los dedos de zinc son específicos de secuencia, entonces un par de ZFNs de tres dedos que reconoce un total de 18 pares de bases teóricamente puede reconocer un único locus en un genoma de mamífero. 
Se han desarrollado diversas estrategias para modificar genéticamente los dedos de zinc Cys2His2 de forma que se unan a las secuencias deseadas. Entre éstas se incluyen el ensamblaje modular y las estrategias de selección que emplean phage display o sistemas de selección celular.